# ザ・コースターズ
ザ・コースターズ（The Coasters）は、アメリカ合衆国のボーカル・グループである。1950年代後半に活躍した。「サーチン」や「ヤング・ブラッド」をはじめ、主要な曲をジェリー・リーバーとマイク・ストーラーが作曲した。

## 歴史
ザ・コースターズは、1949年よりレコーディングを行ない、1953年からリーバー＝ストーラーの協力のもと、ロサンゼルスを拠点に活動していたザ・ロビンズが前身となっている。1955年10月12日に結成。オリジナルメンバーはカール・ガードナー、ビリー・ガイ、ボビー・ナン、レオン・ヒューズと、ギタリストのアドルフ・ジェイコブス。1959年にジェイコブが脱退。
1956年にシングル『ダウン・イン・メキシコ』でデビューし、R&Bシングルチャートでヒットを記録。翌年に発売された両A面シングル『ヤング・ブラッド / サーチン』もポップ・チャートでヒットを記録したほか、『サーチン』は初のトップ10入りを果たした。
ニューヨーク時代の「ヤケティ・ヤック」はキング・カーティスがテナー・サックスで参加し、グループにとって唯一のナショナル・チャート・トップ曲。次作『チャーリー・ブラウン』は両チャートで2位だった。その後、「アロング・ケイム・ジョーンズ」、後にローリング・ストーンズがカバーした「ポイズン・アイヴィー」や「リトル・エジプト」などが続いた。
1966年にコロムビア・レコードと契約。ヒットが出なくなった。
1987年、ロックの殿堂入り。
2007年、アトコ・レコード時代（1954年 - 1966年）のシングルコレクション『There's A Riot Goin' On: The Coasters on Atco』をライノ・エンタテインメントから発売。

## ディスコグラフィ

### スタジオ・アルバム
- 『恋の唄／ソロ・ムード』 - One by One（1960年、アトコ）
- On Broadway（1972年、キング）

### コンピレーション・アルバム
- 『コースターズ』 - The Coasters（1957年、アトコ）
- 『コースターズ・グレイテスト・ヒッツ』 - The Coasters' Greatest Hits（1959年、アトコ）
- 『コースト・アロング・ウィズ・ザ・コースターズ』 - Coast Along with the Coasters（1962年、アトコ）
- 『ザット・イズ・ロックンロール』 - Coast Along with the Coasters（1962年、クラリオン）
- Their Greatest Recordings: The Early Years（1971年、アトコ）
- Young Blood（1982年、アトランティック）

### チャートインしたシングル
ザ・コースターズが発表したシングルのうち、以下の作品がBillboard Hot 100や全英シングルチャートなどのシングルチャートにチャートインした。
| 年                            | タイトル （A面/B面）                                                                      | 最高位 | 最高位 | 最高位 | 初収録アルバム                                            |
| 年                            | タイトル （A面/B面）                                                                      | US     | US R&B | UK     | 初収録アルバム                                            |
| ----------------------------- | ----------------------------------------------------------------------------------------- | ------ | ------ | ------ | --------------------------------------------------------- |
| 1956                          | 「ダウン・イン・メキシコ」 b/w「タートル・ドーウィン」                                    | −      | 8      | −      | コースターズ                                              |
| 1956                          | 「ワン・キス・レッド・トゥ・アナザー」 b/w「ブラジル」                                    | 73     | 11     | −      | コースターズ                                              |
| 1957                          | 「ヤング・ブラッド」 / 「サーチン」                                                       | 3 8    | 1      | 30 −   | コースターズ                                              |
| 1958                          | 「ヤケティ・ヤック」 b/w「ジング!ウェント・ザ・ストリングス・オブ・マイ・ハート」         | 1      | 1      | 12     | コースターズ・グレイテスト・ヒッツ                        |
| 1959                          | 「チャーリー・ブラウン」 b/w「スリー・クール・キャッツ」                                  | 2      | 2      | 6      | コースターズ・グレイテスト・ヒッツ                        |
| 1959                          | 「アロング・ケイム・ジョーンズ」 b/w「ザット・イズ・ロックンロール」                      | 9      | 14     | −      | コースターズ・グレイテスト・ヒッツ                        |
| 1959                          | 「ポイズン・アイヴィー」 b/w「アイム・ア・ホグ・フォー・ユー」                            | 7      | 1      | 15     | コースターズ・グレイテスト・ヒッツ                        |
| 1959                          | 「ラン・レッド・ラン」 / 「ホワット・アバウト・アス」                                     | 36 17  | 29 47  | −      | コースト・アロング・ウィズ・ザ・コースターズ              |
| 1960                          | 「ベサメ・ムーチョ (パートI)」 b/w「ベサメ・ムーチョ (パートII)」                         | 70     | −      | −      | アルバム未収録                                            |
| 1960                          | 「ウェイク・ミー、シェイク・ミー」 b/w「スキューボール」                                  | 51     | 14     | −      | コースト・アロング・ウィズ・ザ・コースターズ              |
| 1960                          | 「ショッピン・フォー・クローズ」 b/w「ザ・スネイク・アンド・ザ・ブックウォーム」          | 83     | —      | −      | コースト・アロング・ウィズ・ザ・コースターズ（B面曲のみ） |
| 1961                          | 「ウェイト・ア・ミニット」 b/w「タンブリン・ア・ライド」                                  | 37     | —      | −      | コースト・アロング・ウィズ・ザ・コースターズ（A面曲のみ） |
| 1961                          | 「リトル・エジプト」 b/w「キープ・オン・ローリング」                                      | 23     | —      | −      | コースト・アロング・ウィズ・ザ・コースターズ              |
| 1961                          | 「ガールズ・ガールズ・ガールズ (パートI)」 b/w「ガールズ・ガールズ・ガールズ (パートII)」 | 96     | —      | −      | コースト・アロング・ウィズ・ザ・コースターズ（A面曲のみ） |
| 1964                          | 「テイント・ナッシン・トゥ・ミー」 b/w「スピードズ・バック・イン・タウン」                | 64     | 20     | −      | アルバム未収録                                            |
| 「−」は、チャート圏外を表す。 |                                                                                           |        |        |        |                                                           |